# Aoulef
Aoulef (arabisch: أولف) ist eine algerische Gemeinde in der Provinz Adrar mit 21.723 Einwohnern. (Stand: 2008)

## Geographie
Aoulef wird umgeben von Timokten im Norden, von Tit im Osten, von Akabli im Südosten und von Reggane im Westen, wobei Reggane mehr als 80 Kilometer von Aoulef entfernt liegt.